# Naumivka, Sakî
Naumivka (în ucraineană Наумівка) este un sat în comuna Ohotnîkove din raionul Sakî, Republica Autonomă Crimeea, Ucraina.

## Demografie
Componența lingvistică a localității Naumivka
     Rusă (56,21%)
     Tătară crimeeană (36,69%)
     Ucraineană (5,92%)
Conform recensământului din 2001, majoritatea populației localității Naumivka era vorbitoare de rusă (56,21%), existând în minoritate și vorbitori de tătară crimeeană (36,69%) și ucraineană (5,92%).